# Chileense presidentsverkiezingen 1942
De Chileense presidentsverkiezingen van 1942 vonden op 1 februari van dat jaar plaats. De verkiezingen werden gewonnen door de kandidaat van het Alianza Democrática de Chile (Volksfront) van radicalen, socialisten en communisten, Pedro Aguirre Cerda (PR).

## Voorgeschiedenis
Vanwege de verslechterende gezondheid van president Pedro Aguirre Cerda, werd in de loop van 1941 Jerónimo Méndez aangesteld als vice-president. Op 25 november 1941 overleed de president en Méndez werd aangesteld als diens plaatsvervanger. Hij schreef nieuwe presidentsverkiezingen uit. De Alianza Democrática de Chile (Democratische Alliantie), het nieuwe volksfront van linkse partijen verkoos Juan Antonio Ríos van de Partido Radical
boven diens partijgenoot Gabriel González Videla tot presidentskandidaat.
Uitslag voorverkiezingen Alianza Democrático
| Kandidaat                     | Kandidaat                     | Kandidaat                     | Partij                        | Partij                        | Stemmen | Percentage |
| ----------------------------- | ----------------------------- | ----------------------------- | ----------------------------- | ----------------------------- | ------- | ---------- |
|                               |                               | Juan Antonio Ríos Morales     |                               | PR                            | 14.753  | 48,91%     |
|                               |                               | Gabriel González Videla       |                               | PR                            | 14.222  | 47,15%     |
|                               |                               | Florencio Durán Bernales      |                               | PR                            | 1190    | 3,94%      |
| Totaal aantal geldige stemmen | Totaal aantal geldige stemmen | Totaal aantal geldige stemmen | Totaal aantal geldige stemmen | Totaal aantal geldige stemmen | 30.165  | 100%       |

De burgerlijke partijen wezen generaal Carlos Ibáñez del Campo aan als hun gezamenlijke kandidaat. Generaal Ibáñez werd ook gesteund door kleinere populistische partijen.

## Uitslag
| Kandidaat                         | Kandidaat                         | Kandidaat                         | Partij                            | Partij                            | Coalitie                                         | Stemmen | Percentage           |
| --------------------------------- | --------------------------------- | --------------------------------- | --------------------------------- | --------------------------------- | ------------------------------------------------ | ------- | -------------------- |
|                                   |                                   | Juan Antonio Ríos Morales         |                                   | Alianza Democrática /PR           | PR-PA-FN-PS-PCCh-PST-PDo-PL (Fractie Alessandri) | 260.034 | 55,96%               |
|                                   |                                   | Carlos Ibáñez del Campo           |                                   | Onafhankelijk                     | PL-PCon-APL                                      | 204.635 | 44,04%               |
| Totaal geldige stemmen            | Totaal geldige stemmen            | Totaal geldige stemmen            | Totaal geldige stemmen            | Totaal geldige stemmen            | Totaal geldige stemmen                           | 464.669 | 99,61%               |
| Ongeldige stemmen/ blanco stemmen | Ongeldige stemmen/ blanco stemmen | Ongeldige stemmen/ blanco stemmen | Ongeldige stemmen/ blanco stemmen | Ongeldige stemmen/ blanco stemmen | Ongeldige stemmen/ blanco stemmen                | 1838    | 0,38%                |
| Totaal                            | Totaal                            | Totaal                            | Totaal                            | Totaal                            | Totaal                                           | 466.507 | 100%                 |
| Aantal stemgerechtigden           | Aantal stemgerechtigden           | Aantal stemgerechtigden           | Aantal stemgerechtigden           | Aantal stemgerechtigden           | Aantal stemgerechtigden                          | 581.486 | Onthoudingen: 19,77% |
| Bron:                             |                                   |                                   |                                   |                                   |                                                  |         |                      |

## Bron
- (es)  Elección Presidencial 1942